# Monastirščina
Monastirščina (in russo Монастырщина?) è un insediamento di tipo urbano dell'oblast' di Smolensk, in Russia; è il centro amministrativo del distretto Monastirščinskij.
Si trova sul fiume Vichra (bacino del Dnepr), 50 km a sud-ovest di Smolensk.